# Ashbourne, Derbyshire
Ashbourne är en ort och civil parish i grevskapet Derbyshire i England. Orten ligger i distriktet Derbyshire Dales, cirka 20 kilometer nordväst om Derby och cirka 30 kilometer öster om Stoke-on-Trent. Tätorten (built-up area) hade 8 377 invånare vid folkräkningen år 2011. Ashbourne nämndes i Domedagsboken (Domesday Book) år 1086, och kallades då Essburne.